# Эм (река)
Эм (Эем, нидерл. Eem) — река в Нидерландах.

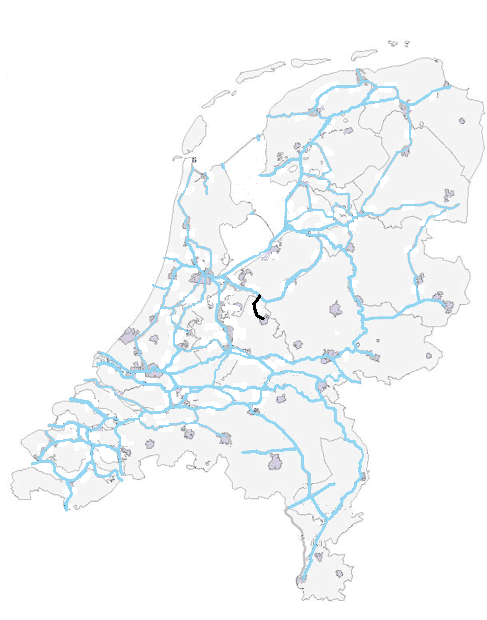
Эм (синяя полоска) в дельте Рейна и Мааса

Длина реки — 18 км. Эм начинается у Амерсфорта, протекает по равнине провинции Утрехт, впадая в озеро Эммер.
Населённые пункты на реке — Амерсфорт, Барн, Эмбрюгге и Эмдейк. Эм — часть системы Валлей-канала.
Ранее река называлась Амер (не путать с рекой Амер в Северном Брабанте) и дала название поселению Амерсфорт.
Близ реки Эм в 1874 году Питером Хартингом впервые были обнаружены морские межледниковые глины, относящиеся к межледниковью в позднем плейстоцене в Европе, которому Питер Хартинг придумал название «эемское» (Eemian) и которое соответствует микулинскому межледниковью на Восточно-Европейской равнине и казанцевскому межледниковью в Сибири. В предложенной в начале XX века Альбрехтом Пенком и Эдуардом Брикнером для Альп схеме ледниковых и межледниковых эпох этому межледниковью соответствует рисс-вюрм.